# Agrotis alpina
Agrotis alpina är en fjärilsart som beskrevs av Arnold Spuler 1905. Agrotis alpina ingår i släktet Agrotis och familjen nattflyn. Inga underarter finns listade i Catalogue of Life.